# Sensibilité ISO

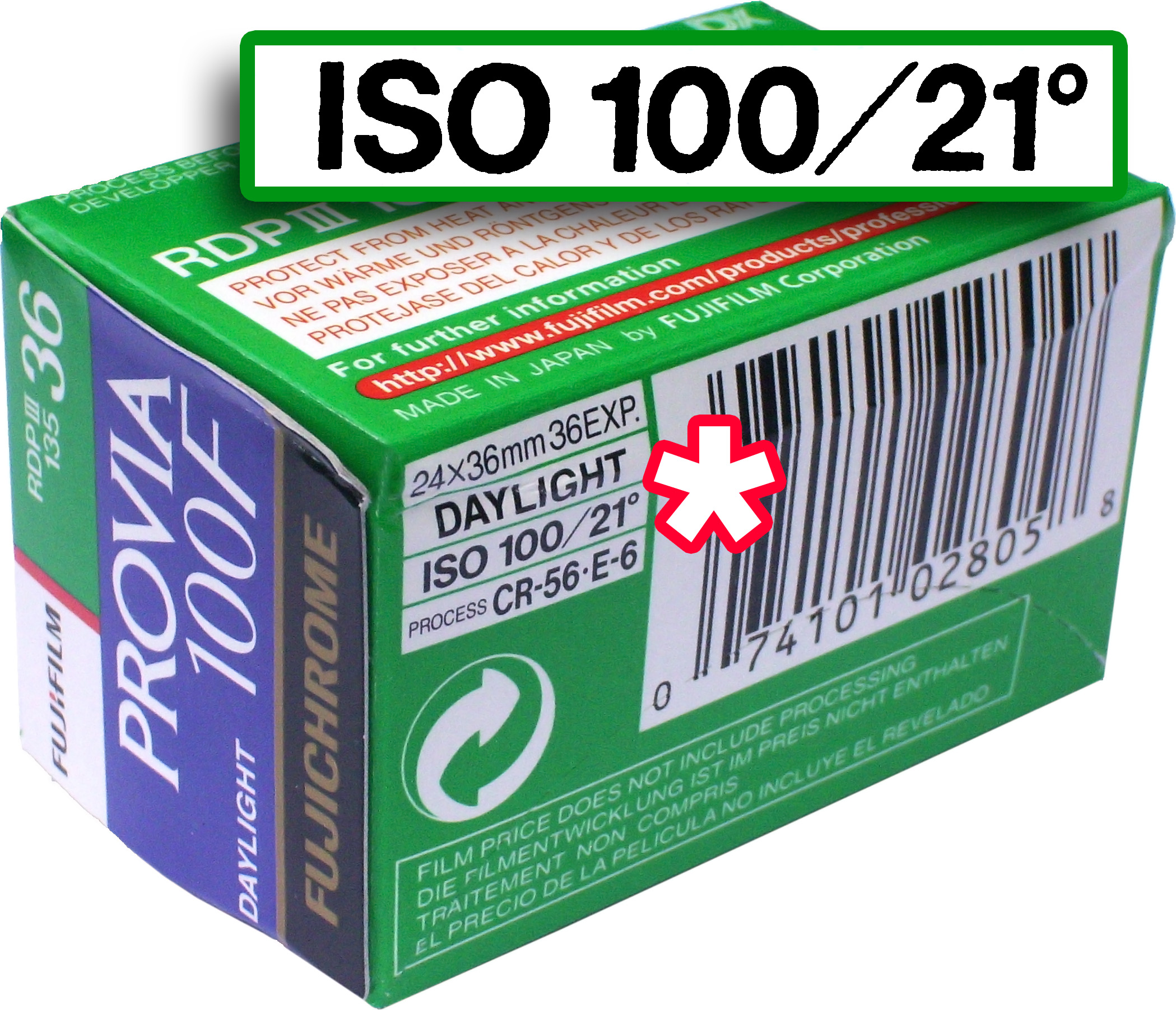
Conformément à un usage répandu, le nom de ce film, « Provia 100F », évoque sa sensibilité qui est de 100 ISO. Sur la face inférieure de la boîte, la sensibilité est indiquée sous la forme normalisée « ISO 100/21° » qui combine les échelles ASA (100) et DIN (21°).

En photographie, la sensibilité ISO est la mesure de la sensibilité à la lumière des pellicules et des capteurs numériques. Elle est une donnée essentielle à la détermination d'une exposition correcte.
Elle doit son nom à l'Organisation internationale de normalisation qui publie les normes la définissant.
La sensibilité des surfaces sensibles a considérablement augmenté au fil des années. En 1935, la sensibilité du premier Kodachrome était de 10 ASA (10 ISO). En argentique noir et blanc, elle est passée de 50 à 3200 ISO. Aujourd'hui, en numérique, elle peut aller jusqu'à 800 000 ISO et plus.

## Signification pratique
Une photographie est correctement exposée lorsque la surface sensible reçoit la bonne quantité de lumière : celle qui permet d'obtenir une image qui n'est ni trop claire ni trop sombre. Pour obtenir cette exposition correcte, le photographe doit donc savoir quelle est cette « bonne quantité ». La sensibilité ISO est un moyen d'exprimer cette information.
Techniquement, on considère plutôt la quantité de lumière par unité de surface, qu'on appelle exposition lumineuse, ou encore lumination, et qui s'exprime en lux-seconde (symbole « lx⋅s »). Cette lumination produit un effet sur la surface sensible qui est de différente nature selon le type de cette dernière : noircissement pour un négatif, valeur numérique des pixels pour un capteur. On cherchera à savoir la lumination qui est nécessaire pour obtenir un certain niveau de cet effet, typiquement le niveau qui convient à la reproduction des demi-teintes. La sensibilité est alors définie, à une constante près, comme l’inverse de la lumination qui conduit à l'effet recherché sur l'image :
{\displaystyle S={\frac {H_{0}}{H}}}
où H est la lumination nécessaire pour le résultat recherché, et H0 une constante qui permet de fixer l'échelle de sensibilité.
Il faut remarquer que la sensibilité est inversement proportionnelle à la lumination nécessaire. Autrement dit, un film de 200 ISO étant deux fois plus sensible qu'un film de 100 ISO, il aura besoin de deux fois moins de lumière pour un même résultat. Cette sensibilité est parfois appelée sensibilité globale (par opposition à la sensibilité spectrale), ou encore rapidité. Ainsi, les films de sensibilité élevée sont appelés films rapides, ceux de basse sensibilité sont des films lents.
En pratique, la sensibilité ISO est utilisée, à l'aide d'un posemètre, pour déterminer les paramètres d'exposition pour lesquels la partie de l'image qui a été mesurée sera rendue en des tons moyens, autrement dit ni trop clairs ni trop sombres.

## Définitions formelles
Les méthodes précises pour déterminer les sensibilités des surfaces sensibles ont été formalisées par l'Organisation internationale de normalisation (ISO), d'où le nom de « sensibilité ISO » qu'on donne à la sensibilité ainsi déterminée. Comme l'effet de la lumination est différent selon la nature de la surface sensible, il y a différentes définitions qui s'appliquent à différents types de surfaces sensibles, et qui sont publiées dans autant de normes ISO.

### Film noir et blanc
L'effet de la lumination sur un film noir et blanc, après développement, est une opacification de ce dernier. Cette opacification est caractérisée par la mesure de la densité optique qui, tracée en fonction du logarithme de la lumination, donne une courbe en S appelée courbe de noircissement ou courbe caractéristique du film. Sur cette courbe on peut lire directement la lumination nécessaire à l'obtention d'une densité donnée, et donc la sensibilité.
Cependant, il est facile de modifier cette sensibilité effective en ajustant les paramètres de développement, et notamment sa durée. On appelle développement poussé la pratique assez courante qui consiste à sur-développer un négatif afin d'obtenir une sensibilité supérieure à la sensibilité nominale. L'augmentation de la sensibilité s'accompagne toutefois d'une augmentation du contraste. Pour pouvoir définir de façon univoque la sensibilité d'un film, l'ISO a alors choisi de la définir en se référant à la durée de développement qui aboutit à l'obtention d'un « contraste standard ». Ceci conduit à la procédure suivante formalisée dans la norme ISO 6 :
1. Parmi l'ensemble des courbes caractéristiques de l'émulsion (à chaque révélateur, température et temps de développement correspond une courbe différente), on choisira celle qui passe par les points m et n définis comme suit :
  - m est le point tel que : Dm = Dmin + 0,1, où Dmin est la densité du film développé mais non insolé,
  - n est un point tel que : log Hn = log Hm + 1,3 et Dn = Dm + 0,8 ;
2. On définit S, la sensibilité ISO, par S = (0,8 lx·s) / Hm.

Le choix des constantes (0,1 ; 1,3 ; 0,8 lx·s) résulte d'un certain nombre de compromis parfois critiqués. Des normes plus spécifiques existent pour les films destinés à la photographie aérienne  et pour les microfilms,.

### Film couleur
Contrairement au noir et blanc, il est plus délicat en couleur de varier les paramètres de développement. D'une part car cela risque d'entraîner des dérives chromatiques difficiles à contrôler, et d'autre part parce que les développements se font souvent de façon industrielle, dans des machines réglées pour respecter scrupuleusement des procédés de développement standardisés (C41 en négatif, E6 en diapositive). Cela a conduit l'ISO à définir la sensibilité des films couleur sur la base des paramètres de développement préconisés par le fabricant. Ces définitions sont formalisées dans les normes ISO 2240 (diapositive), ISO 5800 (négatif couleur) et ISO 7187 (photographie instantanée).

### Photographie numérique
Un appareil photo numérique comporte un capteur constitué d'une matrice de photodiodes (capteurs analogiques), un amplificateur analogique, un convertisseur analogique-numérique et une chaîne de traitement numérique du signal. Il produit la plupart du temps des fichiers au format JPEG dans l'espace de couleurs sRGB, mais d'autres formats sont possibles, notamment le RAW qui enregistre les données non traitées issues du convertisseur.
La sensibilité pour ces appareils est définie en tenant compte de toute la chaîne, du capteur au fichier final. Elle est facilement contrôlée en modifiant le gain de l'amplification analogique, voire, pour les sensibilités extrêmes, avec une amplification supplémentaire dans la chaîne numérique. La norme ISO 12232 définit plusieurs façons de la déterminer :
- Standard output sensitivity (SOS) est définie comme S(SOS) = (10 lx⋅s)/H(SOS), où H(SOS) est l'exposition qui produit la valeur numérique 118 (soit 18 % de luminance) sur les pixels d'un fichier sRGB 8 bits ;
- Recommended exposure index (REI) est définie comme la valeur de sensibilité qui produit des images bien exposées selon le jugement du fabricant de l'appareil ;
- deux autres mesures, basées sur la saturation et le niveau de bruit, sont aussi définies, mais rarement utilisées car non approuvées par la CIPA.

## Anciennes échelles
Plusieurs échelles de sensibilité ont précédé les normes ISO.

### Warnerke (1880)
La première échelle fut inventée par l'ingénieur polonais Leon Warnerke – pseudonyme de Władysław Małachowski (1837–1900) – en 1880.

### Hurter & Driffield (1890)
Un autre système important fut celui de Hurter and Driffield (H&D), en 1890, du Suisse Ferdinand Hurter (1844–1898) et de l'Anglais Vero Charles Driffield (1848–1915). Le système H&D fut officiellement accepté en URSS de 1928 à 1951, puis fut remplacé par le système GOST.

### Scheiner (1894)
De l'astronome allemand Julius Scheiner (1858–1913), en 1894.

### Weston (1932)
Edward Faraday Weston (1878–1971) et son père le Dr. Edward Weston (1850–1936), ingénieur électricien, et fondateur de la firme américaine Weston Electrical Instrument Corporation ont commercialisé le "Weston model 617", un des posemètres les plus anciens. en 1932. L'échelle correspondante fut inventée par William Nelson Goodwin, Jr., qui travaillait chez Weston.

### DIN (1934)
Le système DIN, ou « DIN standard 4512 » du Deutsches Institut für Normung est apparu en 1934, inspiré par le système Scheiner. Il utilise une échelle logarithmique de raison 101/10, c'est-à-dire qu'une augmentation de 10 unités DIN correspond à une sensibilité multipliée par 10. Aussi, une augmentation de 3 DIN correspond presque exactement à une sensibilité doublée (103/10 ≈ 1.99526).

### BSI
British Standards Institution (BSI) presque identique au système DIN mais avec 10 degrés de plus.

### General Electric (1937)
L'échelle General Electric film values (dite G-E ou GE) était similaire à l'échelle Weston en 1937. GE commercialisait également des posemètres avec cette échelle. GE passa à l'échelle ASA en 1947.

### GOST (1951)
GOST (Cyrillic: ГОСТ) était une échelle arithmétique utilisée en URSS à partir de 1951, similaire à l'échelle ASA. Le 1er janvier 1987, l'échelle GOST fut réalignée sur l'échelle ISO.

### ASA (1943) et DIN

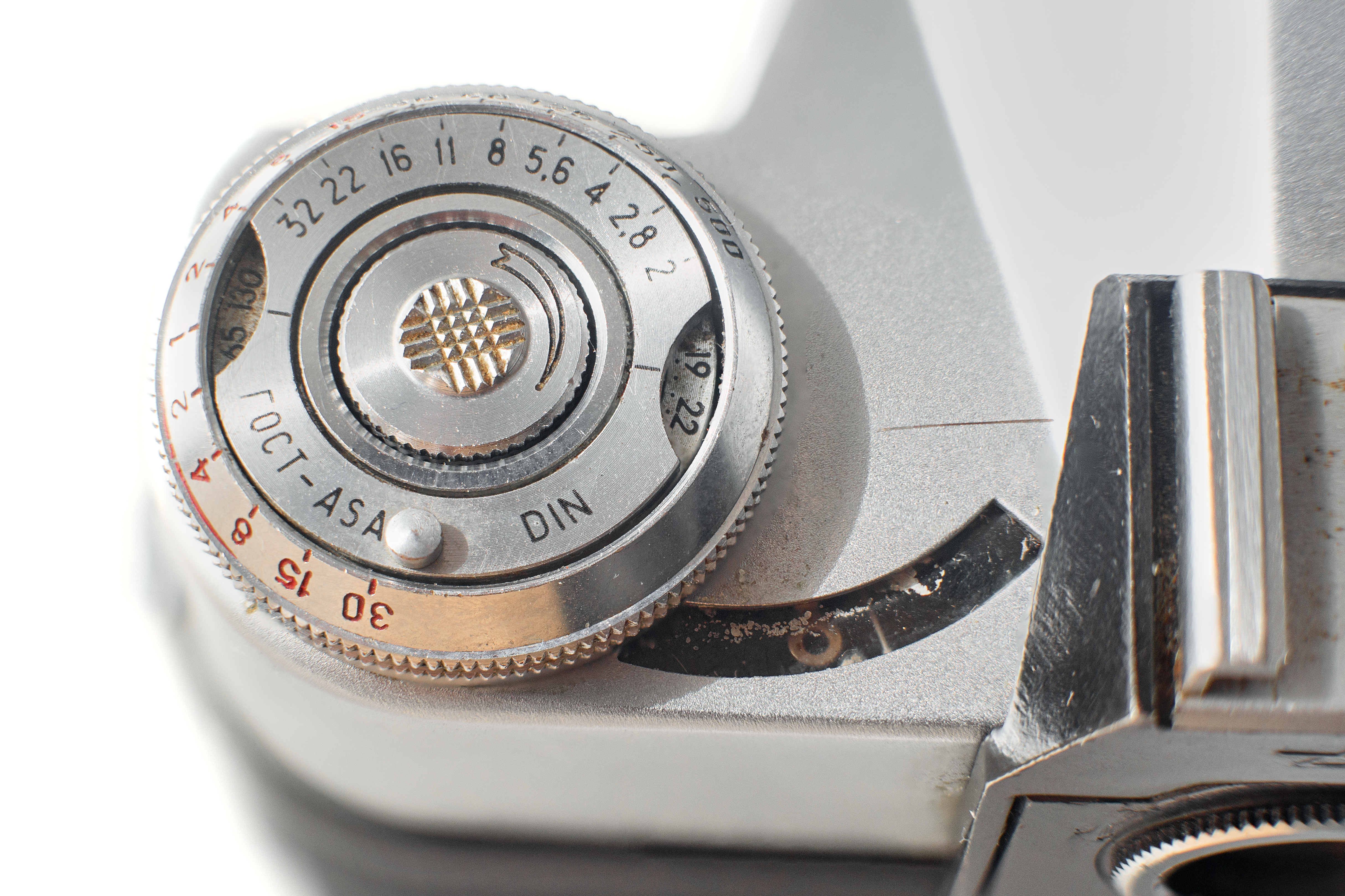
Réglage de la sensibilité sur un appareil Zenit.

Ce sont les échelles qui sont à l'origine de l'actuelle norme ISO. Elles ont été définies par les organismes de normalisation américain (American Standards Association, ou ASA, devenu depuis American National Standards Institute, ou ANSI) et allemand (Deutsches Institut für Normung ou DIN). L'échelle ASA est identique à l'échelle ISO (un film de 100 ASA est un film de 100 ISO). L'échelle DIN est en revanche une échelle logarithmique, dont la relation avec l'ASA est :
{\displaystyle S_{\text{ASA}}=10^{\left(S_{\text{DIN}}-1\right)/10}}
et
{\displaystyle S_{\text{DIN}}=10\times \log(S_{\text{ASA}})+1}
où le logarithme est de base 10.

### ISO (1974)
L'échelle ISO a remplacé ces deux anciennes échelles en les combinant.
Par exemple, un film de « 21 DIN / 100 ASA » est devenu un film « ISO 100/21° ». Dans l'usage courant, la mention de la valeur DIN a été abandonnée, et on a simplement un film de « 100 ISO ».

## Choix de la sensibilité

### En argentique
En photographie argentique, la sensibilité est déterminée essentiellement par le choix du film photographique. Les films de sensibilité élevée permettent une plus grande souplesse, car ils rendent possible la photographie en basse lumière. Cette souplesse se paie cependant par une augmentation de la granulosité de l'image et une diminution de la résolution. Il est possible, notamment en noir et blanc, d'exposer un film pour une sensibilité supérieure à sa sensibilité nominale (donc de le sous-exposer), et de compenser par un sur-développement (traitement « poussé »). Un tel traitement produit aussi une augmentation de la granulation mais, en plus, il y a une augmentation du contraste et une diminution de la latitude d'exposition. Il est donc généralement réservé aux situations où le photographe n'a pas pu anticiper qu'il aurait besoin d'un film de plus haute sensibilité.

### En numérique
En numérique, la sensibilité est un réglage de l'appareil qui n'agit pas sur le capteur lui-même (la matrice de photodiodes) mais sur l'amplification du signal produit par celui-ci.

## La recherche d'une sensibilité élevée

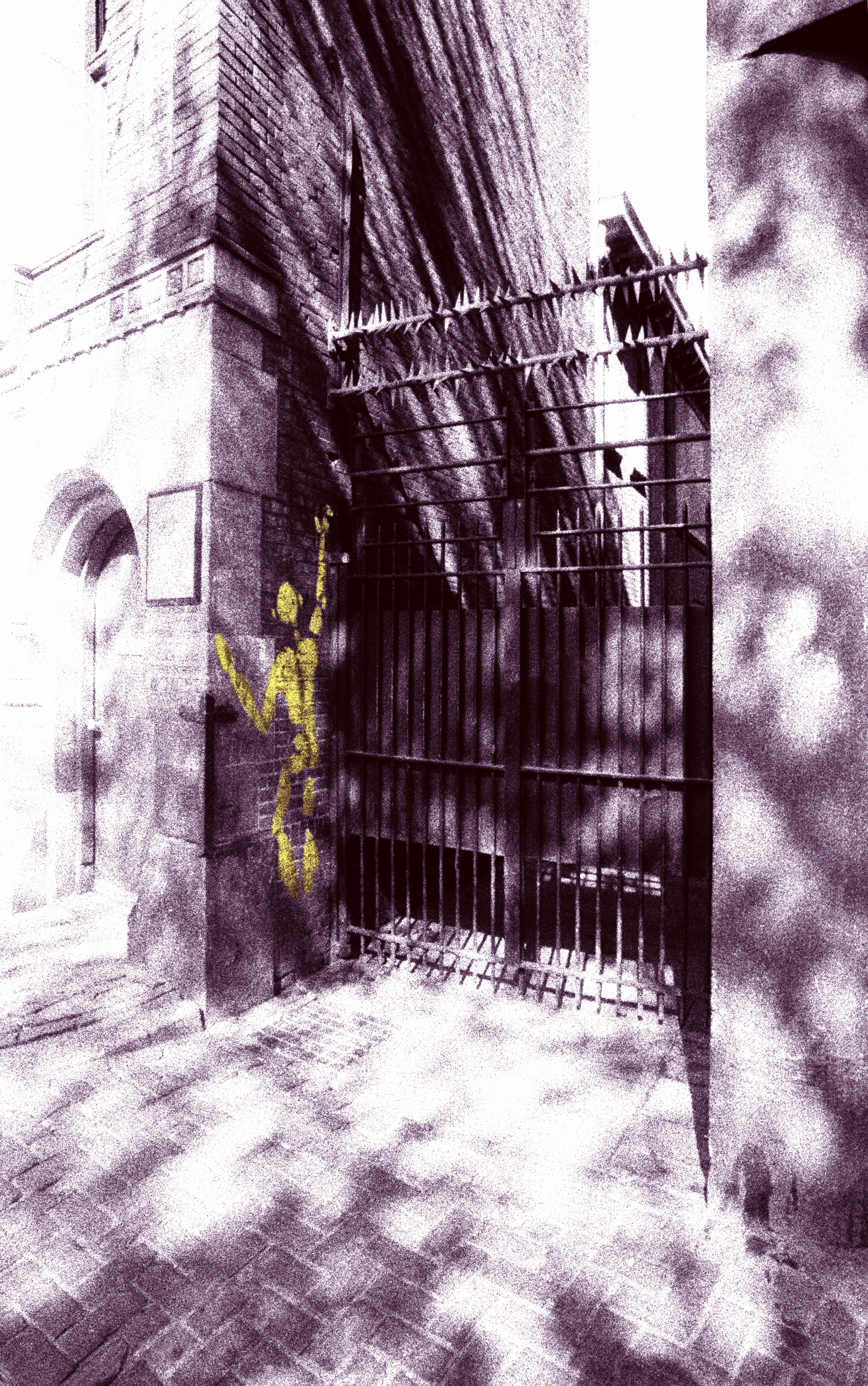
Sensibilité Élevée ISO 1000, film recording, Amsterdam, 1996

Une sensibilité élevée facilite la photographie en basse lumière, mais l'amplification agit aussi sur le bruit du capteur et aboutit à des images plus bruitées. L'image apparaît alors plus granuleuse, à l'image du comportement des films de haute sensibilité. La plupart des appareils numériques disposent cependant de filtres anti-bruit dans leurs chaînes de traitement. Ces filtres permettent de réduire sensiblement l'aspect granuleux de l'image, mais un filtrage trop agressif se paie par la perte des détails fins et peu contrastés, notamment les fines textures.
En argentique comme en numérique, la capacité d'une surface sensible à donner à sensibilité élevée des images de bonne qualité (en termes de granulation et de définition des fins détails) est directement liée aux dimensions de cette surface.
En négatif argentique, pour un format donné de l'image finale, le grandissement à appliquer au tirage est d'autant plus faible que le négatif est grand. Un faible grandissement se traduit par une granulation plus discrète, ce qui est un avantage du moyen format (et a fortiori du grand format) par rapport au 24×36.
En numérique, à définition (nombre de mégapixels) égale, un plus grand capteur se traduit par des photosites plus gros qui collectent un plus grand nombre de photons, et donc par un meilleur rapport signal sur bruit. Ceci justifie que les appareils haut de gamme (reflex numériques et hybrides) ont des capteurs au format 4/3, APS-C, voire 24×36 ou plus, alors que les appareils d'entrée de gamme (photophones notamment) se contentent de capteurs beaucoup plus petits.